# Luis Emilio Villar
Luis Emilio Villar (Carrilobo, Provincia de Córdoba, 15 de marzo de 1967) es un ex-baloncestista profesional argentino. Con 2.04 metros de altura, jugaba habitualmente en la posición de ala-pivot, actuando en ocasiones también como pívot. 
Empezó a jugar baloncesto a los 15 años, y desarrolló toda su carrera en las ligas profesionales de la Argentina. Fue figura en Atenas y Boca Juniors, además de haberse desempeñado en un alto nivel en otros clubes. En total disputó 671 partidos en la Liga Nacional de Básquet, anotando 8.092 puntos. 
Defendió la camiseta de la Selección de Argentina en diferentes torneos entre 1987 y 1997, integrando el plantel que obtuvo la medalla de oro en los Juegos Panamericanos de 1995 y el que disputó el torneo de baloncesto en los Juegos Olímpicos de Atlanta 1996.
Al retirarse se convirtió en agente de baloncestistas.

## Trayectoria
| Club                     | País      | Año         |
| ------------------------ | --------- | ----------- |
| Asociación Española      | Argentina | 1986 - 1987 |
| River Plate              | Argentina | 1988 - 1989 |
| GEPU                     | Argentina | 1990        |
| Independiente de Neuquén | Argentina | 1990 - 1991 |
| Atenas                   | Argentina | 1991 - 1995 |
| Boca Juniors             | Argentina | 1995 - 1998 |
| Andino                   | Argentina | 1998 - 1999 |
| Libertad                 | Argentina | 1999 - 2000 |
| Boca Juniors             | Argentina | 2000 - 2001 |
| Central Córdoba          | Argentina | 2001 - 2002 |
| River Plate              | Argentina | 2002 - 2003 |
| Atenas                   | Argentina | 2004        |